# Zitḫariya
Zitḫariya ist der hethitische Schutzgott des Königs und der Königin. Er wurde in der Form einer kurša-Jagdtasche verehrt. Im Feldzug wurde diese vom König als Talisman mitgeführt.

## Kult
In der hethitischen Hauptstadt Ḫattuša stand ein Tempel der kurša-Jagdtasche, wo mehrere Schutzgottheiten verehrt wurden, der erste unter ihnen war Zitḫariya. Unterhalb der Götterstatuetten waren Pfeiler eingeschlagen, an denen die kurša-Jagdtaschen aufgehängt wurden. Diese wurden von Zeit zu Zeit erneuert. Nachdem eine neue kurša-Jagdtasche in den Tempel gebracht worden war, wurde die alte weggeschickt und ging nach Tuḫuppiya.
Wenn der hethitische König in den Krieg zog, führte er den Zitḫariya in Form einer kurša-Jagdtasche mit sich. Kam der König im Herbst vom Feldzug nach Hause, wurde das nuntarriyašḫaš-Fest („Fest der Eile“) gefeiert, wo Zitḫariya Dankopfer, Ziegen und Getreide, für den glücklichen Ausgang des Feldzuges erhielt. Dabei wurde er auf eine rituelle Rundreise, die in der Stadt Katapa startete, durch mehrere Städte des hethitischen Kernlandes geschickt. Im Krieg gegen die Kaškäer wurde Zitḫariya gebeten, die Kaškäer bei den Göttern anzuklagen, weil sie hethitische Gebiete besetzt hatten. Vor einer Schlacht gegen die Kaškäer wurde ihm ein Schafopfer dargebracht.
Neben dem Zitḫariya des Königs wurde auch ein Zitḫariya der Königin verehrt.